# Jesús Jiménez Momediano
Jesús Jiménez Momediano, i a partir de 1941 Jesús Jiménez-Momediano Echeverría, (24 desembre 1900, Vitòria - 18 de gener de 1986, Madrid) fou un militar espanyol de l'arma de Cavalleria que assolí el grau de coronel i que, essent capità, formà part del grup de militars anomenats Jinetes de Alcalá els quals s'avalotaren contra el govern de la Segona República Espanyola el 1936 a Mallorca. Els primers mesos de la Guerra Civil fou comandant militar de Llucmajor, on participà en la formació de les milícies falangistes, en la repressió de membres i simpatitzants del Front Popular i en la defensa contra el desembarcament de Mallorca per part de tropes republicanes.
Fill del militar de cavalleria Juan Jiménez Echevarría, el 1915 realitzà exàmens d'ingrés a l'Acadèmia d'Infanteria de Toledo i el 1918 ingressà a l'Acadèmia de Cavalleria de Valladolid. Fou destinat al Grup de Forces Regulars Indígenes de Larraix i el 1925, essent tinent, fou destinat al Regiment de Caçadors Alfons XIII a Vitòria. En aquest mateix any es casà a Sant Sebastià amb María Díaz de Espada y Mercader (?-1981), realitzant un viatge de noces a l'estranger. El 1926 li fou atorgada la Reial i Militar Orde de Maria Cristina de primera classe, juntament amb altres oficials del Grup de Forces Regulars Indígenes de Larraix, per la seva intervenció en la retirada de Xauen. El 1930 havia sigut ascendit a capità i fou destinat al Regiment Lanceros Borbón a Burgos. El 1936 estava destinat al Regiment de Caçadors de Calatrava, núm. 2.

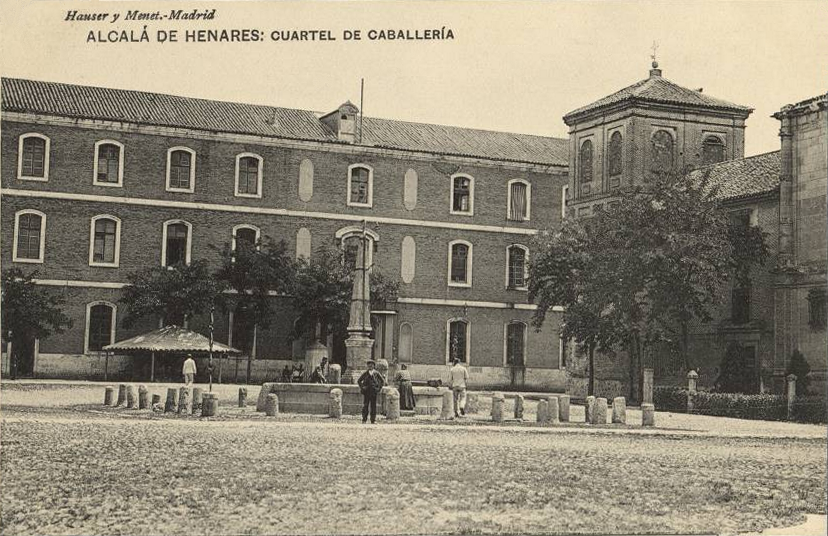
Quarter de Cavalleria del Príncep, dit de San Diego, a Alcalà de Henares cap el 1912

Formà part, quan era capità, dels anomenats Jinetes de Alcalá, un grup de 29 militars de l'arma de Cavalleria adscrits als Regiments de Caçadors de Calatrava, núm. 2, i de Villarrobledo, núm. 3, destinats a Alcalá de Henares, que a finals de juny de 1936 foren confinats al castell de Sant Carles de Palma, Mallorca. El Govern de la República aprofità uns incidents entre soldats i membres de partits d'esquerra per fer neteja de conspiradors d'aquests regiments. Al castell de Sant Carles conegueren al cap de la Falange Española a Mallorca, Alfonso de Zayas, que també estava empresonat i que els posà amb contacte amb els militars que s'havien d'aixecar en contra de la República.
Quan es produí el pronunciament militar del 18 de juliol de 1936, aquests militars es posaren a les ordres dels avalotats, i Jiménez Momediano fou nomenat comandant militar de Llucmajor. Passà a comandar un escamot de la Falange Española dotant-lo d'estructura militar i amb ell ocupà l'ajuntament de Llucmajor, destituí el batle Bartomeu Sastre Garau i els regidors i inicià la repressió dels membres dels partits d'esquerra, dels sindicats socialistes i de les cooperatives locals (detencions il·legals, tortures i assassinats). L'agost del 1936 comandà la columna amb milicians que partí de Llucmajor per fer front al desembarcament de Mallorca a Manacor.
A finals del 1936 es desplaçà a Sevilla, on fou posat a disposició del General en Cap de les Forces Militars del Marroc. El març de 1938 fou ascendit a comandant, i el febrer de 1939 destinat novament al Regiment de Caçadors Villarrobledo. El 1940 estava destinat a la Direcció General de Reclutament i Personal i fou nomenat ajudant de camp del general de Brigada Fernando Arroyo, director de l'Escola d'Aplicació de Cavalleria i Equitació, a Madrid. El 1946 havia sigut ascendit a tinent coronel i fou nomenat ajudant de camp del General Inspector del cos d'Enginyers d'Armament i Construcció de l'Exèrcit, Ángel Menéndez Tolosa. En aquests anys participava en concursos hípics i practicava polo. El 1956 visità Llucmajor i inaugurà una placa a l'ajuntament de la seva proclamació com a Fill Adoptiu de la ciutat el 1949. El 1958 era coronel i Cap de la Segona Secció de la Subsecretaria del Ministeri de l'Exèrcit. Ja a la reserva fou ascendit de forma honorària a general de brigada el gener de 1975. Tenia un germà, Juan, nascut el 1899, que també fou militar de cavalleria i que també ascendí a general de brigada, morí el 1985. Tengué dues filles, María Elena i María de la Luz, aquesta darrera reconeguda fotògrafa.